# Інститут досліджень національних справ
Інститут досліджень національних справ (пол. Instytut Badań Spraw Narodowościowych) — наукове товариство. Створене у грудні 1921 у Варшаві з метою вивчення становища національних меншин та визначення шляхів розв'язання національних проблем у 2-й Речіпосполитій. Ініціаторами створення інституту були: Ш.Ашкеназі, В.Вакар, М.Гандельсман, Т.Голувко, Л.Кшивіцкі, С.Стемповський та ін. 1922–23 діяльність товариства обмежувалася влаштуванням дискусійних вечорів, згодом воно припинило роботу. Відновлено її в грудні 1925, значно активізувало свою діяльність після травневого перевороту 1926 Ю.Пілсудського. Відтоді І.д.н.с. зосереджувався на таких напрямах діяльності:

1) наукова праця — дослідження в галузі статистики, економіки, права, історії та ін., збирання матеріалів й публікації з проблем національних меншин;

2) видавнича діяльність (часописи, книжки);

3) популяризація народознавства (доповіді й конференції);

4) надання наукових стипендій;

5) контакти з урядовими установами й громадськими організаціями, крайовими та закордонними, що займалися національними проблемами.
1927—1939 інститут друкував двомісячник «Sprawy Narodowościowe», видав понад 70 книжок і брошур. Найважливішим дослідницьким здобутком інституту в галузі радянології й народознавства став великий трактат М.Ковалевського «Національна політика у Совєтській Україні: Нарис еволюції стосунків у 1917—1937 рр.» (1938).
У рамках інституту відбувалися публічні лекції українських науковців: С.Томашівського — «Десять літ українського питання в Польщі» (12 квітня 1929); М.Кордуби — «Польсько-українські стосунки у Х–XIII ст.» (15 грудня 1933) та їхніх польських колег. Так, на запрошення інституту 14 травня 1937 з публічною лекцією «Еволюція національної політики Совєтського Союзу» виступив польський аналітик і коментатор подій в СРСР, московський кореспондент (1932—1935) Polskiej Agencji Telegraficznej i «Gazety Polskiej» Я.-О.Берсон.
1931 в інституті започаткований постійно діючий Семінар з національних проблем (Seminarium Narodowościowe), слухачами якого були студенти варшавських вузів, а серед викладачів й українські професори — М.Ковалевський («Засади совєтської національної політики»), Б.Лепкий («Нарис історії української літератури»); Б.Ржепецький («Економічне підґрунтя українського питання») та ін. За ухвалою загальних зборів дійсних членів інституту у березні 1936 створено Комісію з дослідження становища поляків у СРСР, яка вивчала серед іншого: чисельність і розміщення поляків у СРСР, релігійне життя, шкільництво, справу підручників й польського правопису, пресу, правове становище, політику влади щодо поляків та ін.
Головами інституту були: С.Тугутт (1926–31), Л.Василевський (1931–36), Л.Коланковський (1936–39); дир. — Т.Голувко (1926–27); ген. секретарем — С.Папроцький (1926–39). 1932 інститут налічував 48 дійсних членів, серед яких були й українські вчені: І.Огієнко, Б.Ржепецький, Р.Смаль-Стоцький.
Інститут співпрацював з іншими польськими та українськими інституціями й виданнями аналогічного спрямування: Інститутом дослідження новітньої історії Польщі ім. Ю.Пілсудського (Instytut Józefa Piłsudskiego Poświęcony Badaniom Najnowszej Historii Polski), Східним інститутом (Instytut Wschodni), Українським науковим інститутом у Варшаві, «Biuletynem Polsko-Ukraińskim» та ін. Спільно з цими інституціями 20 лютого 1937 у Варшаві відбулося урочисте засідання, присвячене пам'яті Л.Василевського.
І.д.н.с. формально був незалежною громадською інституцією, одначе його діяльність значною мірою фінансувалася різними урядовими установами 2-ї Речіпосполитої, зацікавленими в реалізації політичної програми прометеїзму, а генеральний секретар інституту, С.Папроцький, одночасно працював у Президії Ради Міністрів.